# Цзиншань (парк)

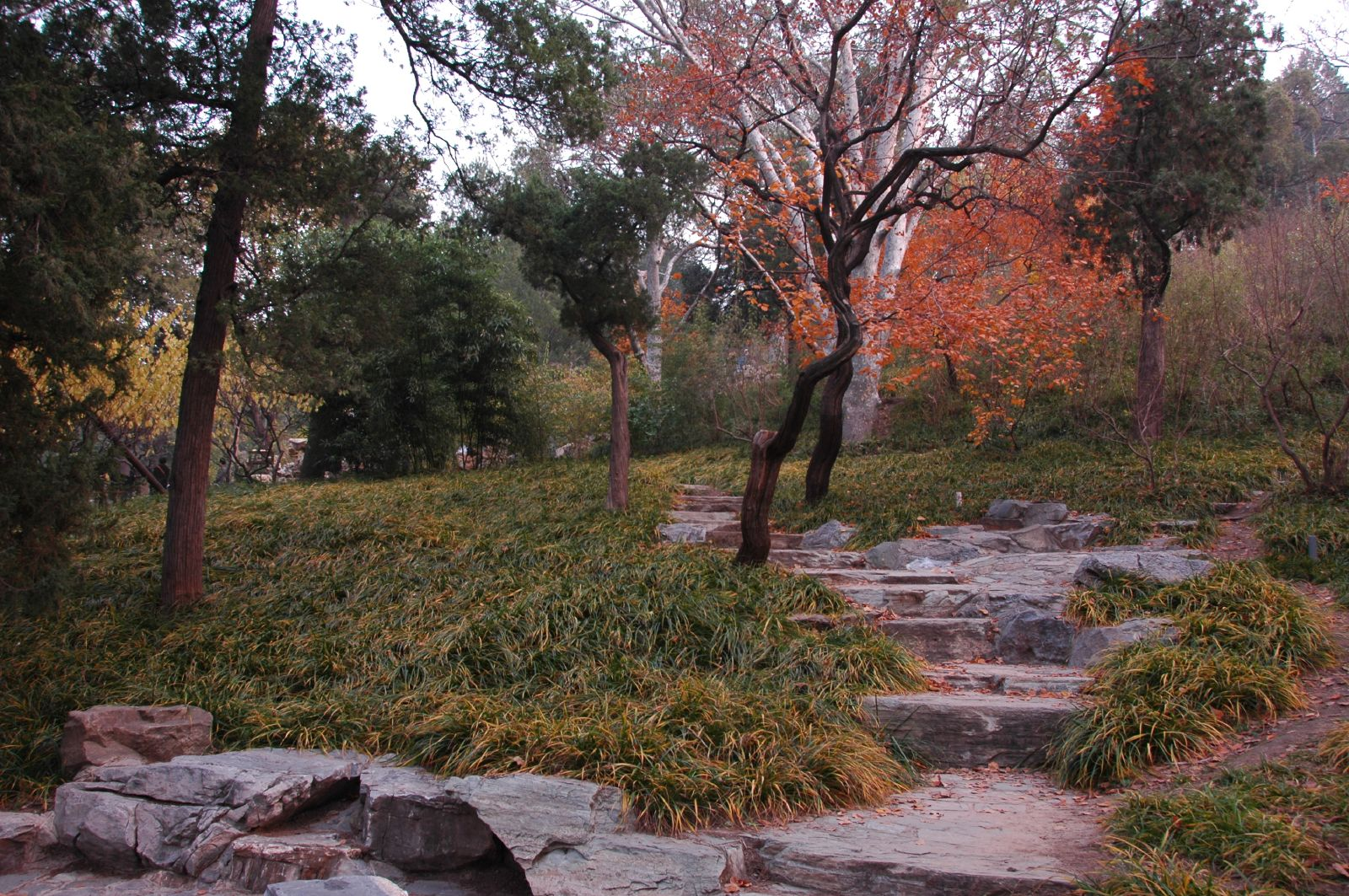

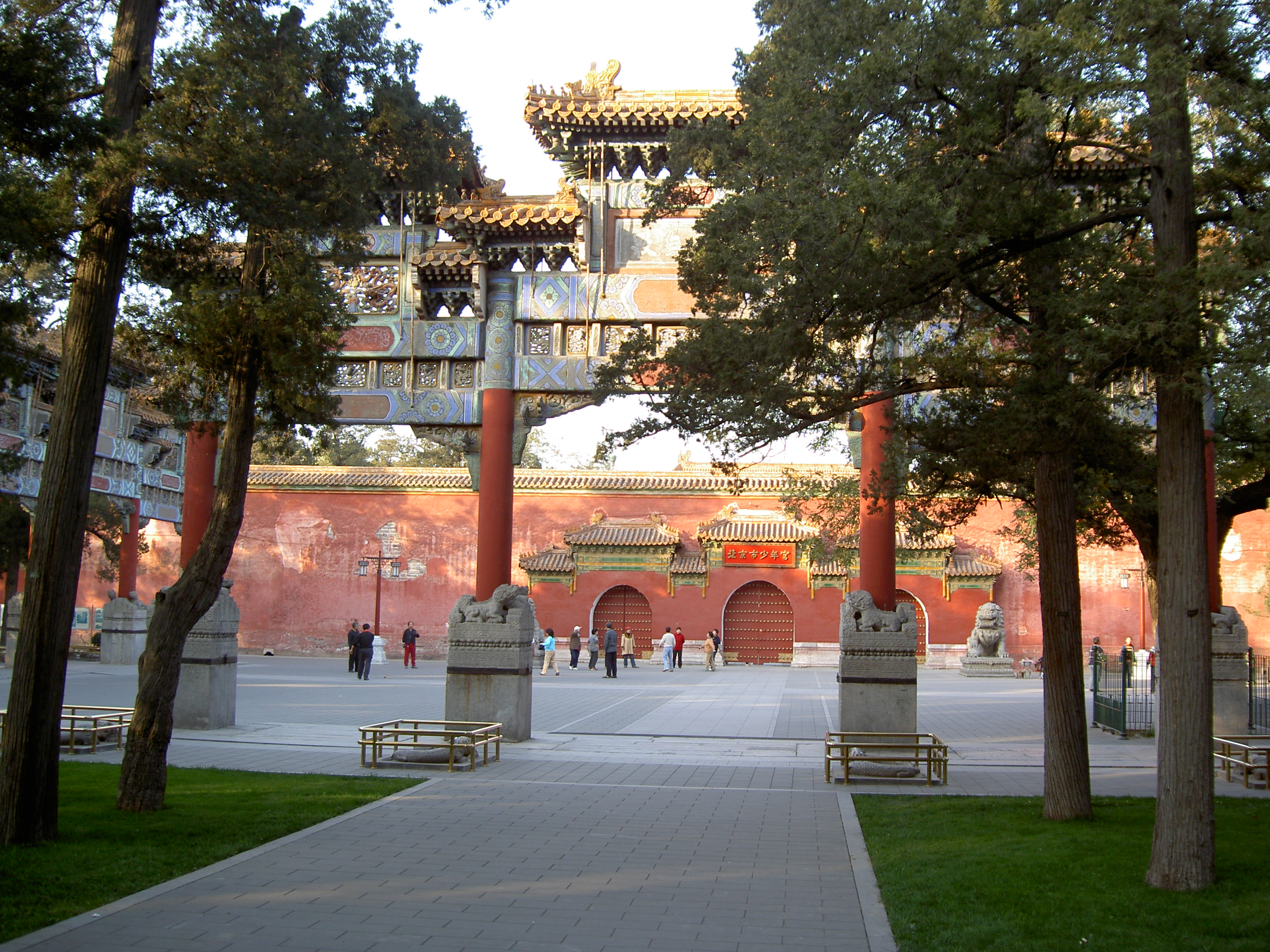
Пайлоу в Цзиншане

Цзинша́нь (кит. упр. 景山, пиньинь Jǐngshān, палл. Цзиншань, буквально: «Взгляд с горы») это искусственный холм в Пекине, Китай. Парк занимает площадь в более чем 230 000 м², и расположен к северу от Запретного города на центральной оси Пекина. Первоначально являлся императорским садом, в настоящее время это общественный парк, известный как Парк Цзиншань (景山 公园).
Искусственный холм высотой 45,7 метров был построен в годы правления под девизом «Юнлэ» во времена империи Мин целиком из грунта, вырытого при выкапывании рвов вокруг императорского дворца. Особенно впечатляет то, что всё это было создано исключительно ручным трудом. Цзиншань состоит из пяти отдельных холмов, на вершине каждого из них расположен дворец-павильон в китайском стиле. Эти павильоны часто использовались должностными лицами императорской свиты для сбора, а также с целью отдыха. Эти пять холмов также указывают на историческую ось в центре Пекина.
Практика Фэншуй говорила, что места, расположенные к югу от близлежащего холма, выгодны для жительства, так как они имеют защиту от холодных северных ветров. Поэтому императорские дворцы в столицах предыдущих династий были расположены к югу от холма. Когда столица была перенесена в Пекин, таких возвышенностей не было, но позже они были построены.
Последний правитель империи Мин Чжу Юцзянь покончил жизнь самоубийством, повесившись здесь в 1644 году.
Сегодня Цзиншань особенно популярен среди пожилых людей. Здесь они собираются и занимаются танцами, пением и другими культурными развлечениями.

## Галерея

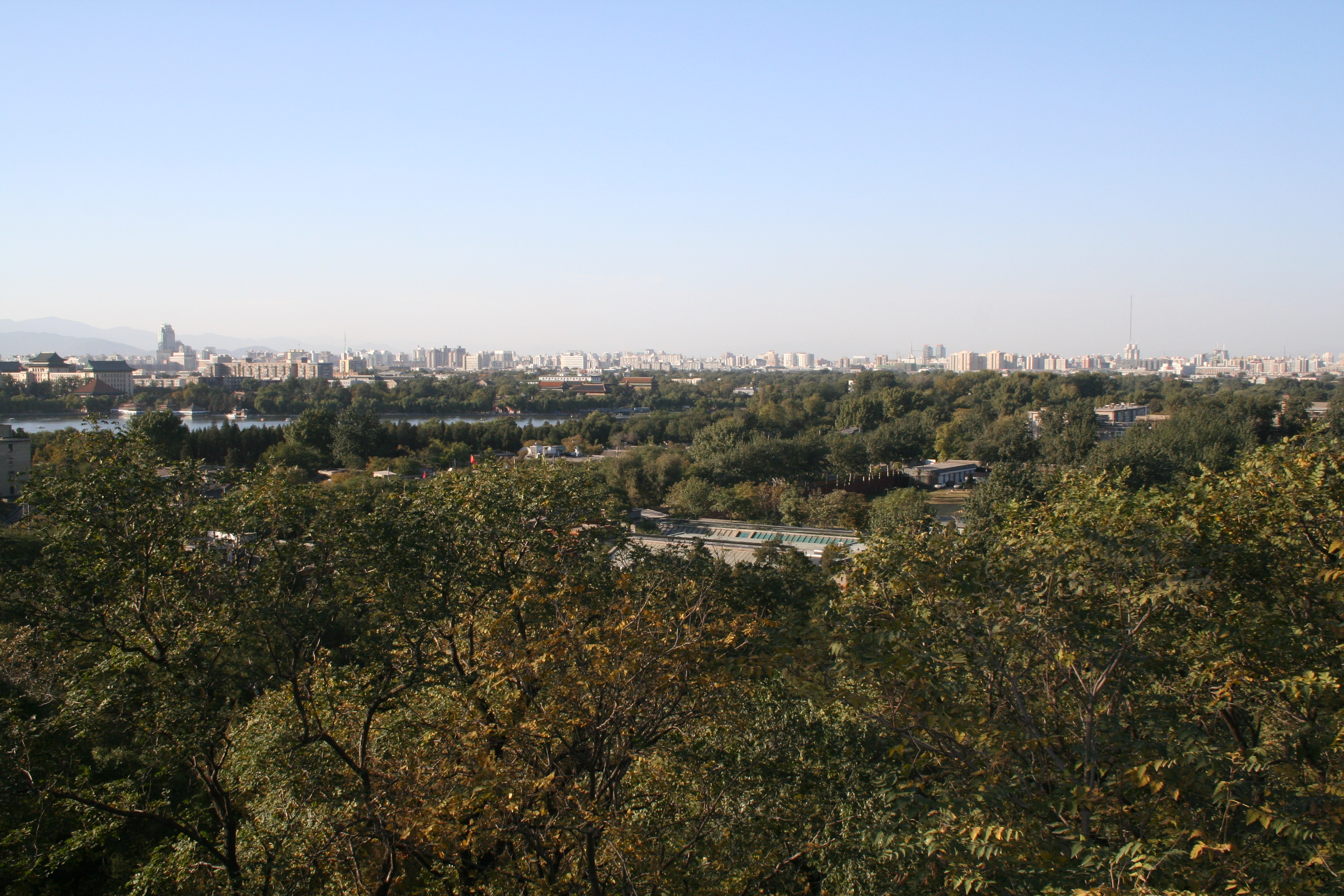
Вид с одной из вершин
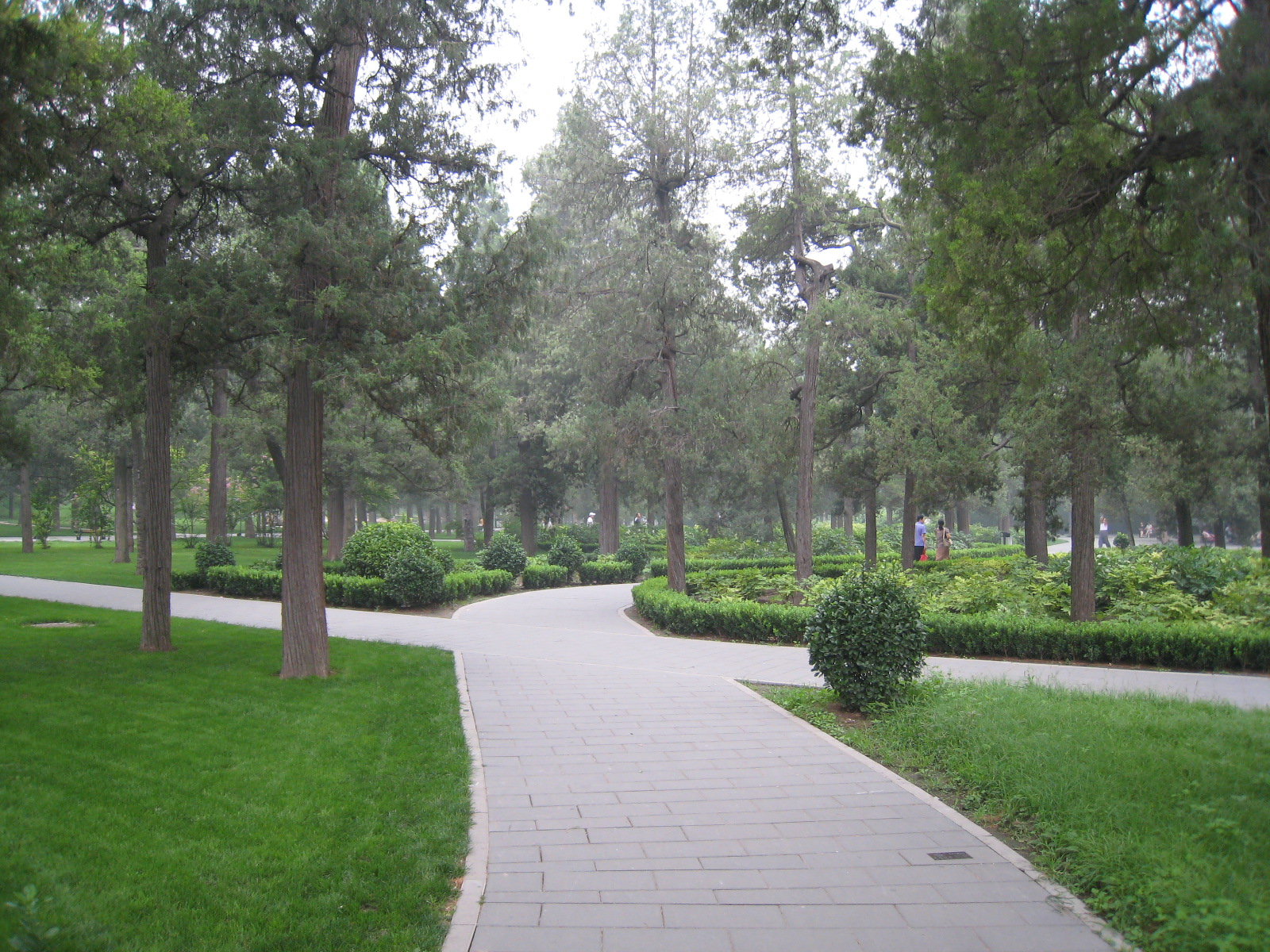
Прогулочная дорожка
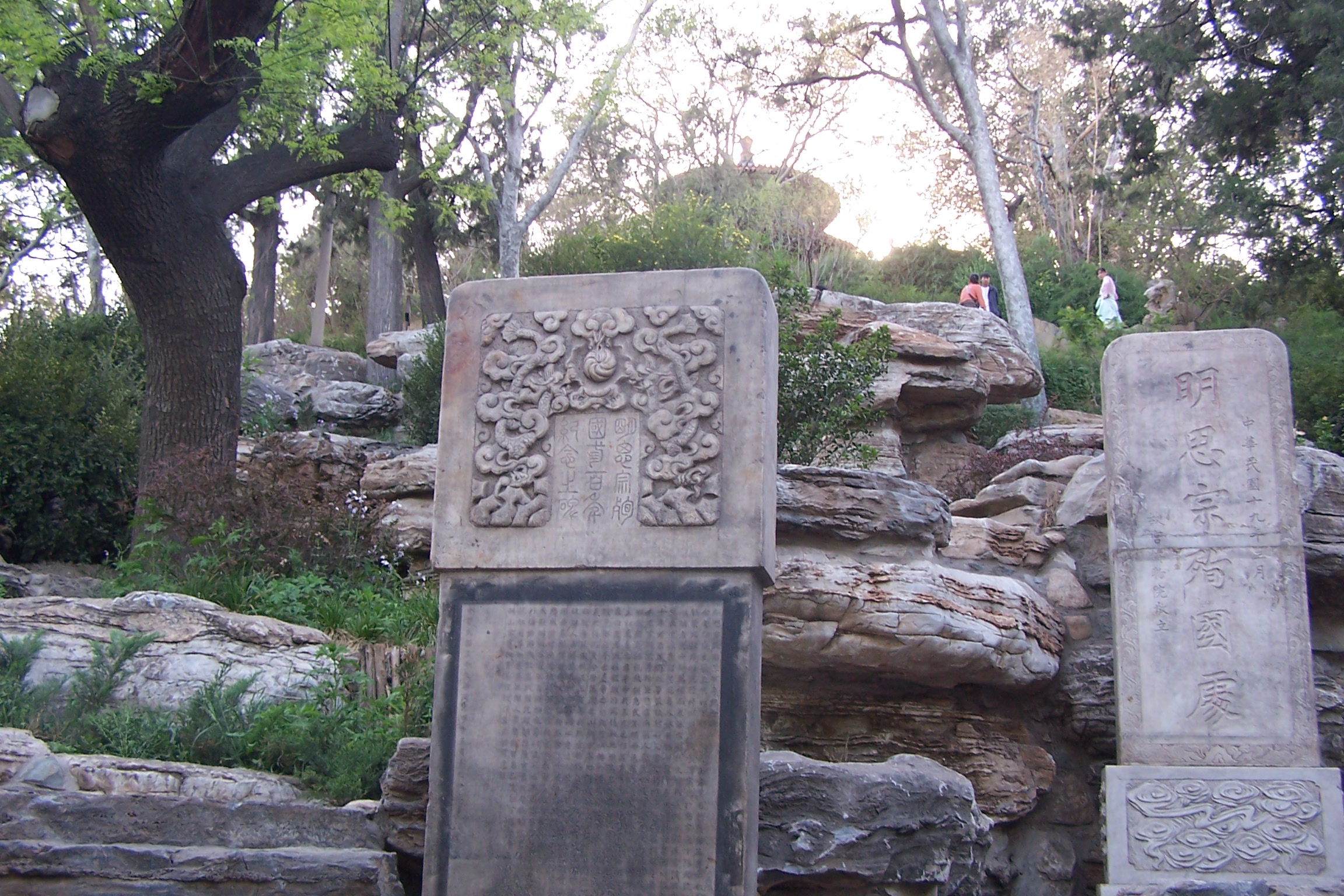
Место гибели императора Чжу Юцзяна
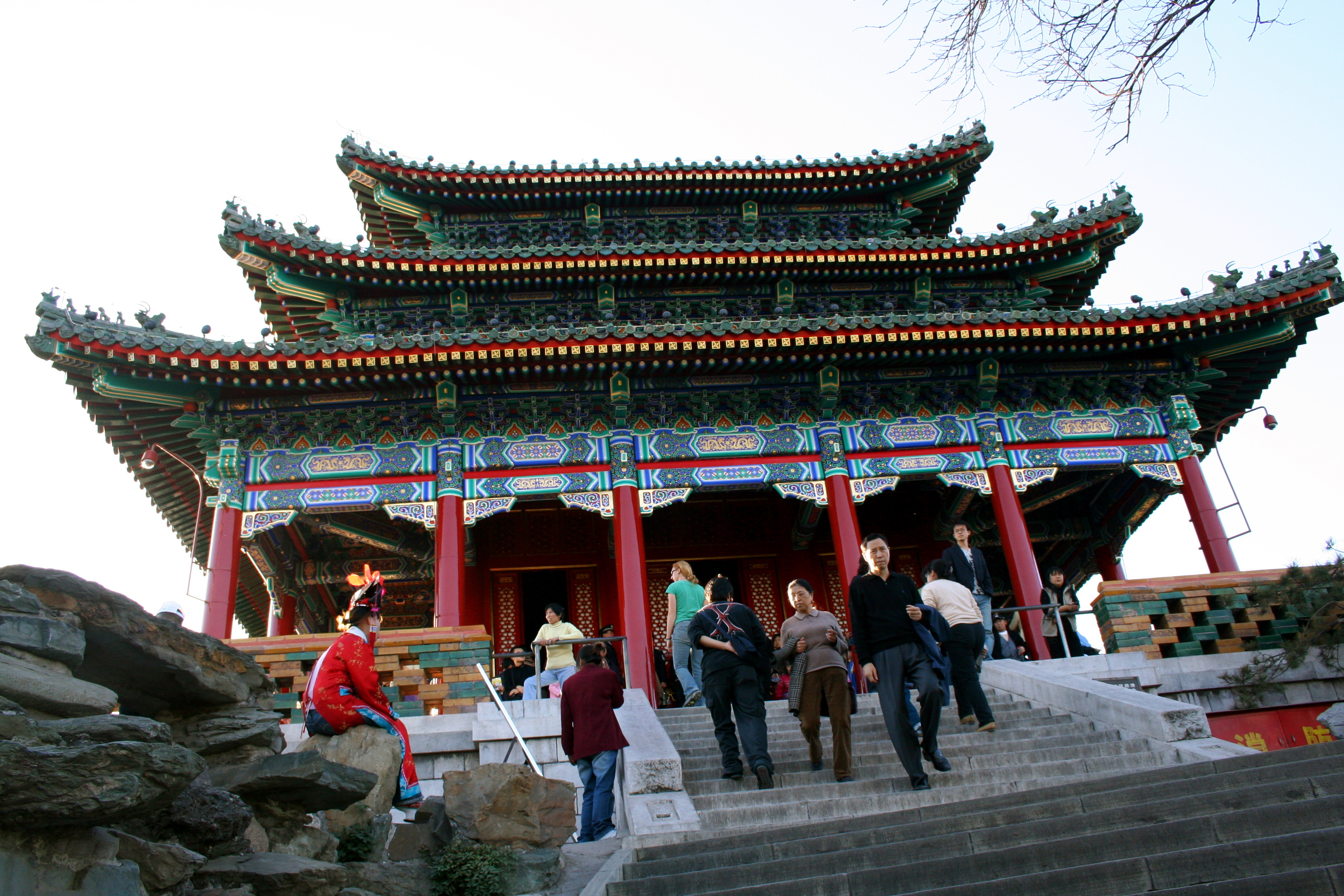
Трехэтажный дворец на вершине одного из холмов
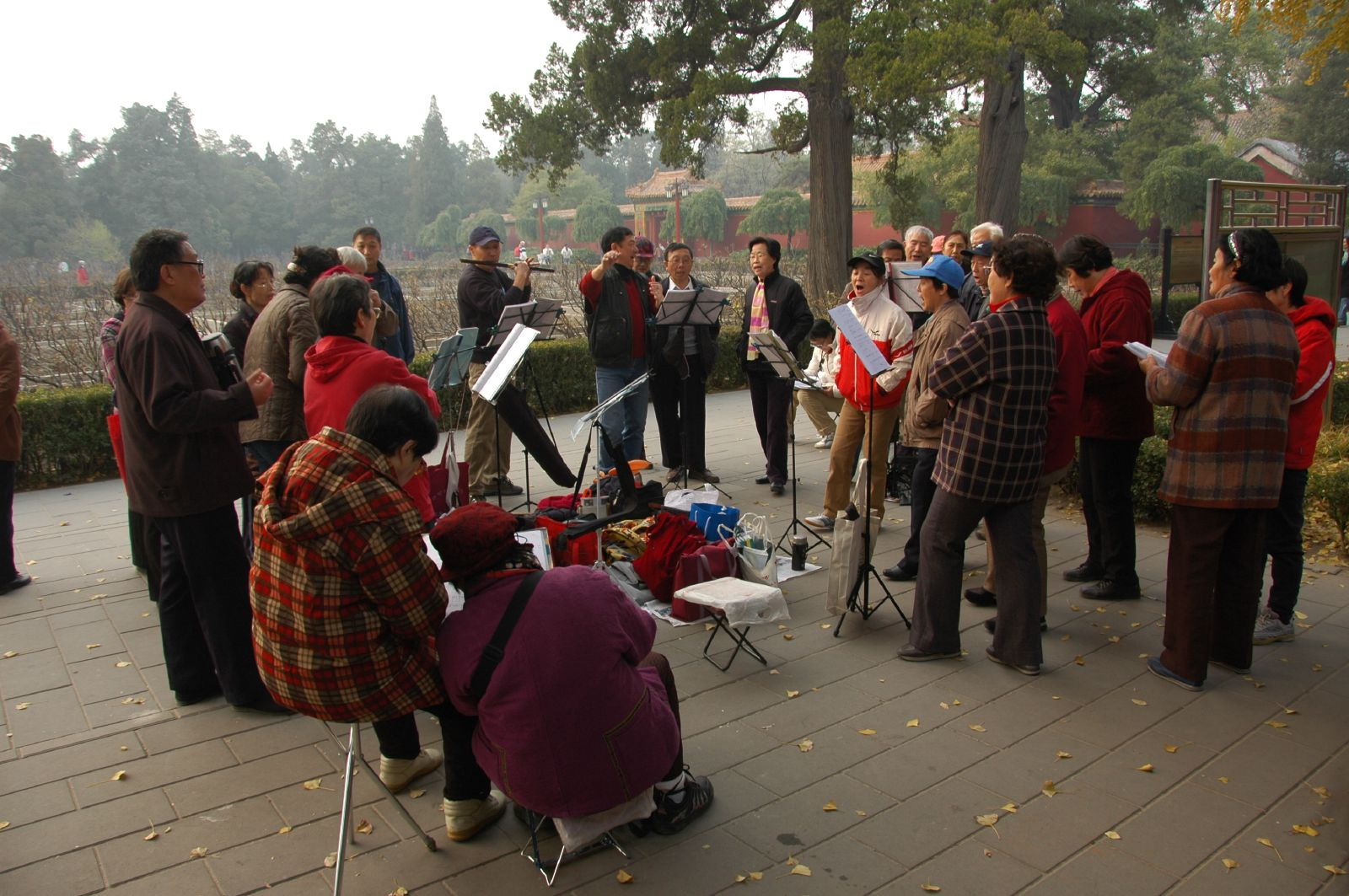
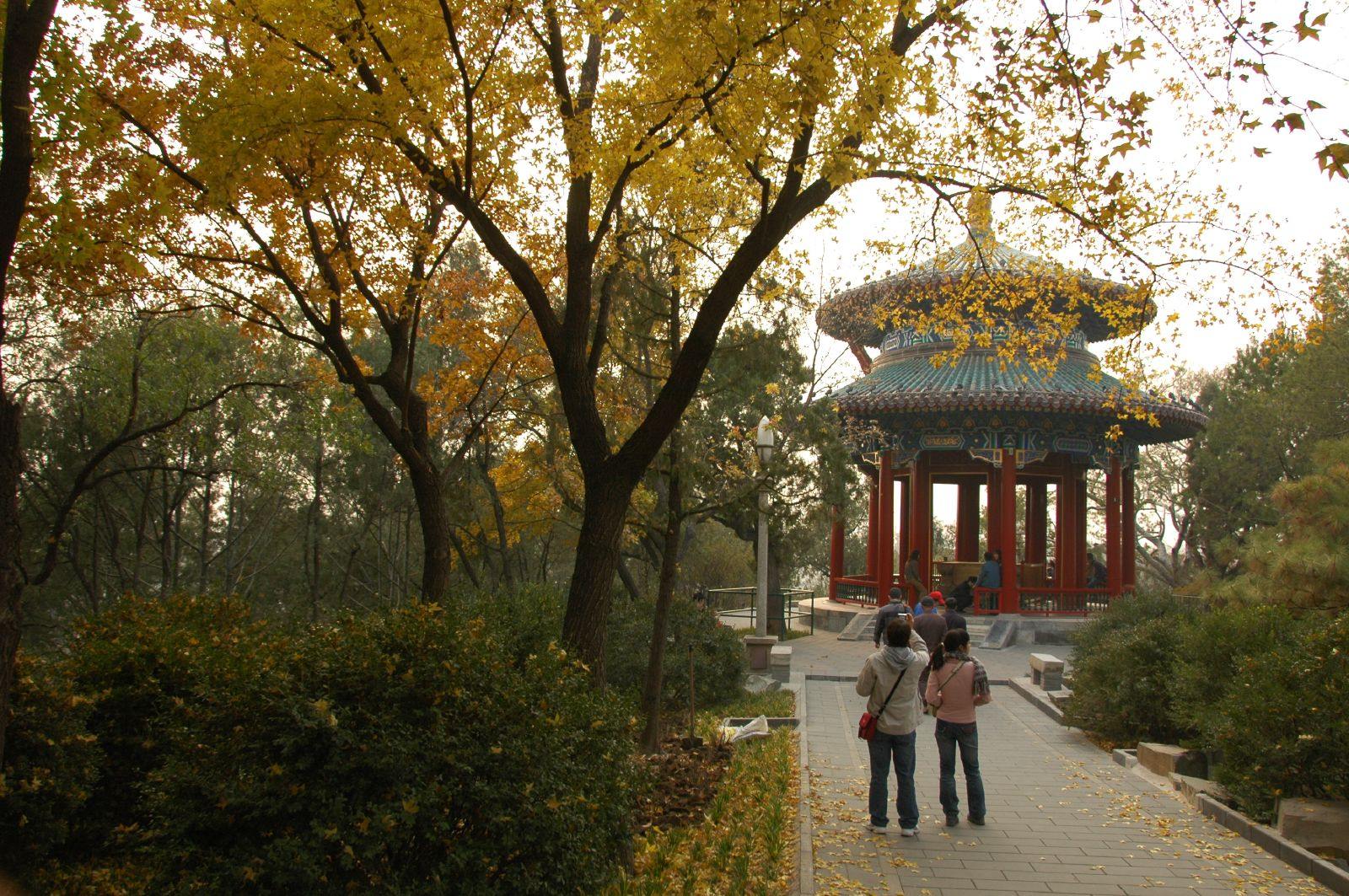
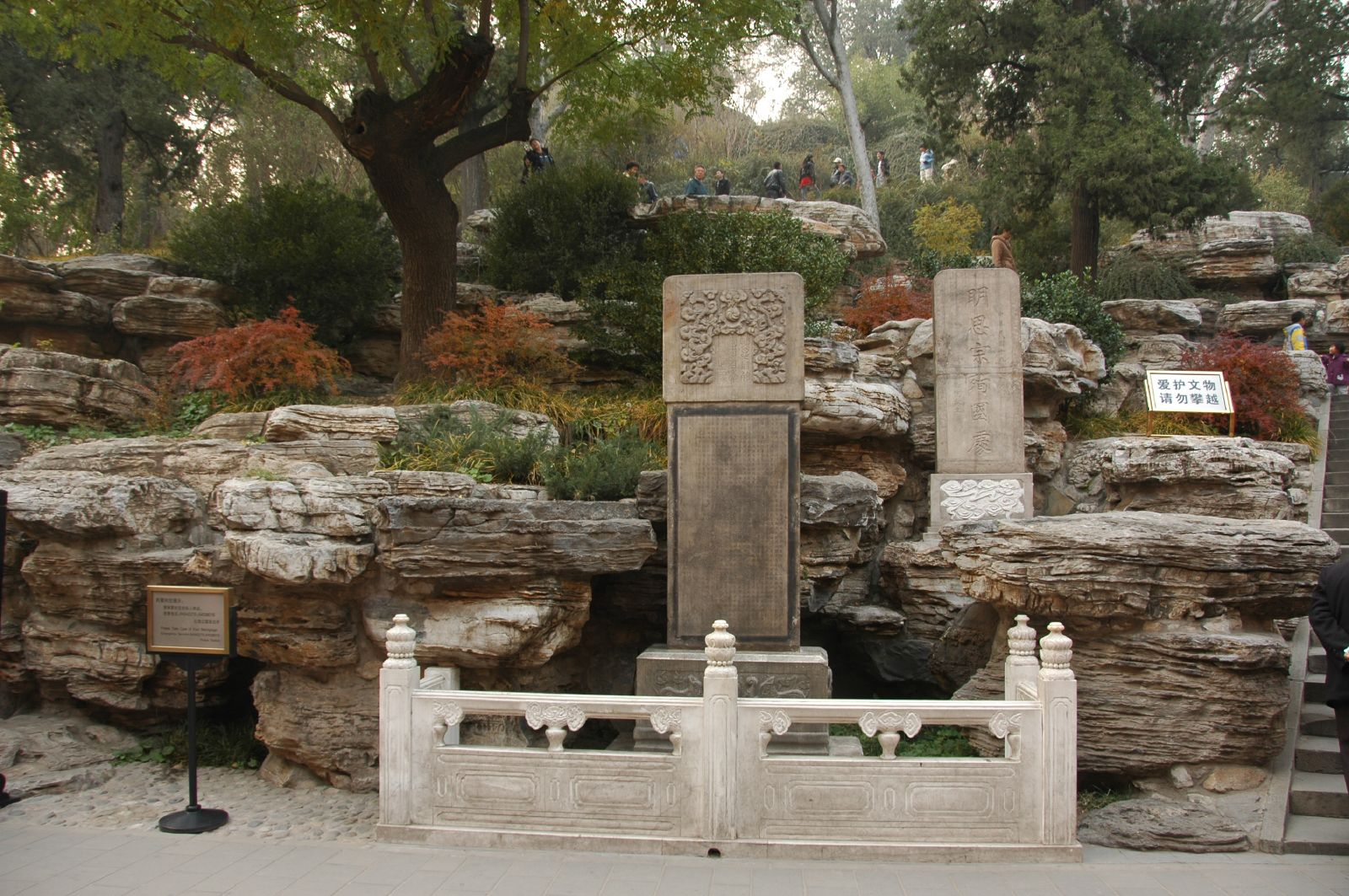
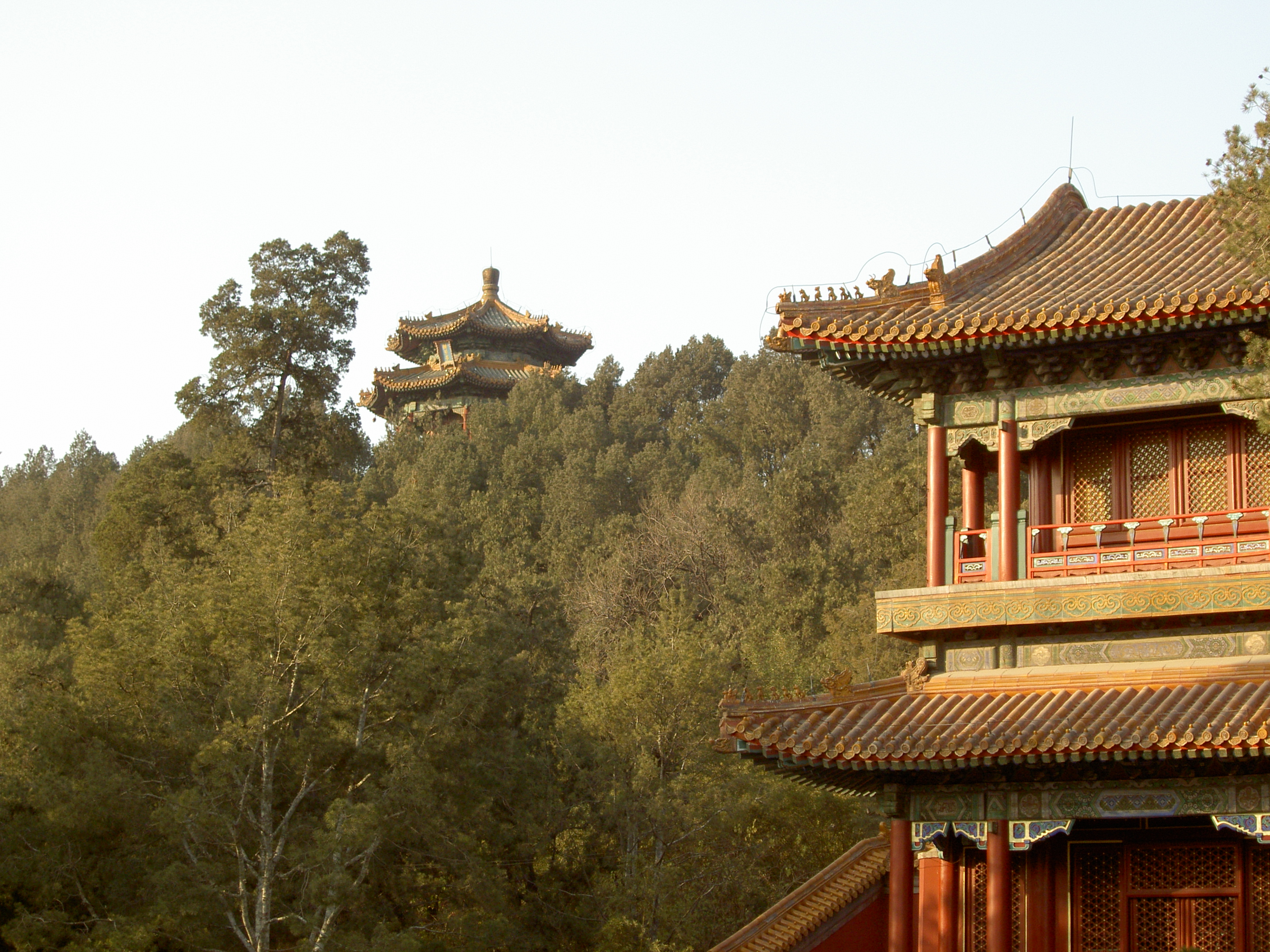